# Pierre d'Aubusson
Pierre d'Aubusson (Le Monteil-au-Vicomte, 1423 – Rodes, 3 de julho de 1503) foi o 40.º Grão-mestre da Ordem de São João de Jerusalém, cardeal e legado papal na Ásia. Foi apelidado de o "escudo da cristandade".

## Um cavaleiro de Rodes

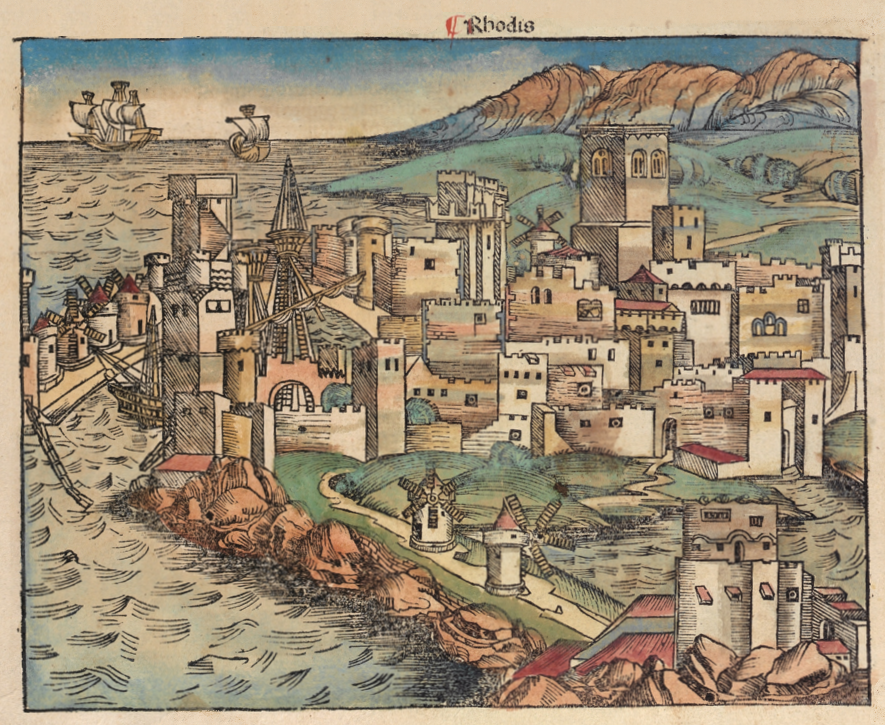
Rodes em 1490. Observe a corrente, à esquerda, bloqueando a entrada do porto.

Pierre d'Aubusson é o quinto filho de Rainaud, senhor de Monteil e de La Borne, membro da antiga dinastia dos viscondes d'Aubusson. As informações sobre a juventude de Pierre d'Aubusson, segundo o padre Bonhours (1677), não são credíveis.
Pierre d'Aubusson foi admitido na Ordem Hospitalária de Jerusalém, no grande convento de Bourganeuf, em 1444, e, provavelmente, recebido como cavaleiro no ano seguinte em Rodes onde viveu quase que permanentemente até a sua morte. Em 1456 d'Aubusson foi chamado à França pelo rei Carlos VII e convencido a participar da defesa de Rodes. O monarca concedeu-lhe a  quantia de 16 000 coroas de ouro, para serem empregadas na compra de armamento e na artilharia.
Nomeado comandante de Salins (1454), e depois bailio de Lureuil (1472), ganhou a confiança dos sucessivos grão-mestres, os quais ele substituiu ou auxiliou na direção da fortificação da cidade, da ilha de Rodes e das fortalezas do  Dodecaneso. Em janeiro de 1476, tornou-se grão-prior da província de Auvergne, substituindo Jehan Cottet, que ocupava esse cargo desde 1450. Em 17 de junho de 1476, por voto unânime dos dignitários do conselho da Ordem, Aubusson tornou-se o quadragésimo grão-mestre dos hospitalários, em substituição a Giovanni Battista Orsini.

## O "grande cerco"
Em junho de 1480, sob a ordem expressa de Maomé II, conquistador de Constantinopla, um exército turco de 100 000 homens sitiou Rodes, defendida por 350 hospitalários, reforçados por 500 cavaleiros e 2 000 homens armados vindos da França sob o comando de Antoine d'Aubusson, irmão mais velho de Pierre. Em duas ocasiões, os turcos fracassaram em seus ataques contra o forte São Nicolau, principal ponto de defesa de Rodes, onde Pierre d'Aubusson estava com seus melhores cavaleiros. No terceiro assalto contra uma muralha do bairro judeu, a leste da cidade, (final de julho), os otomanos conseguiram conquistar uma posição no interior da fortificação, mas foram repelidos ao término de uma batalha feroz de ambas as partes. Pierre d'Aubusson foi ferido três vezes. Um segundo ataque turco foi varrido por rajadas de artilharia efetuadas pelos reforços.
Os otomanos levantaram o cerco de 15 a 18 de agosto, depois de perderem pelo menos 9 000 homens nos combates e após um surto de disenteria.

## A história do sultão Cem

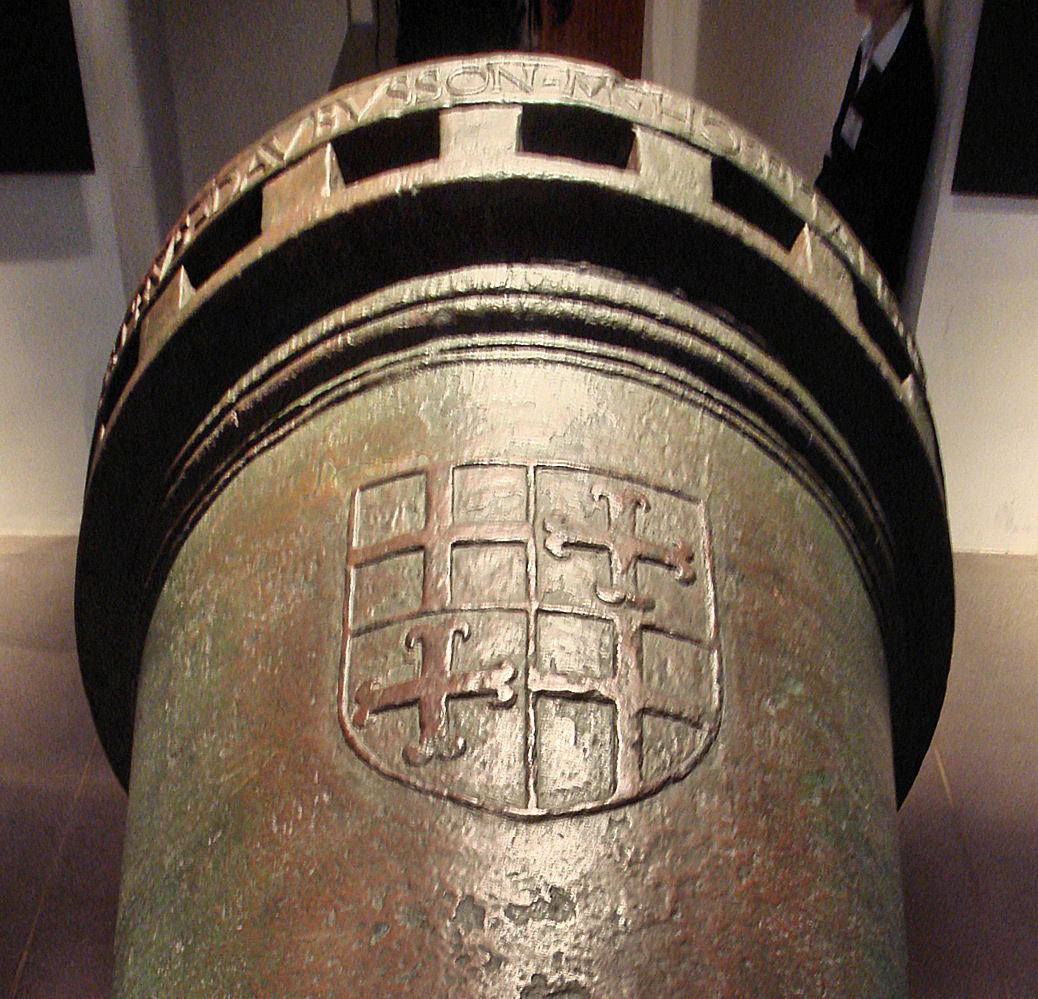
O brasão de armas de Pierre d'Aubusson em uma bombarda. (Musée de l'Armée, Paris)

Maomé II morreu em maio de 1481. Seus dois filhos, Bajazeto II e Cem (nome que os europeus transformaram em "Zizim") disputaram sua sucessão. Cem foi derrotado duas vezes. Para escapar de ser assassinado, buscou refúgio com Pierre d'Aubusson em Rodes. Recebido como um "hóspede" em 30 de julho de 1482, foi na verdade tratado como um refém. Pierre d'Aubusson o confiou a seu sobrinho, Guy de Blanchefort, que o sucedeu como chefe do grão-priorado de Auvérnia, para que o acompanhasse pela Europa. Depois de passar por vários abrigos pertencentes à Ordem Hospitalária nas províncias de Provença e Auvérnia, Cem foi aprisionado em 1486, na torre especialmente construída para ele, no convento de Bourganeuf, que ficou conhecida como a torre de Zizim. Bajazeto II ofereceu aos hospitalários, que aceitassem receber uma pensão de 40 000 ducados em troca da "manutenção" de seu irmão (ou seja, para que ele fosse colocado sob custódia). Vários soberanos europeus se ofereceram para ficar com Cem. Na verdade, eles consideravam este ser um meio de pressão sobre Bajazeto para conter a expansão do Império Otomano.

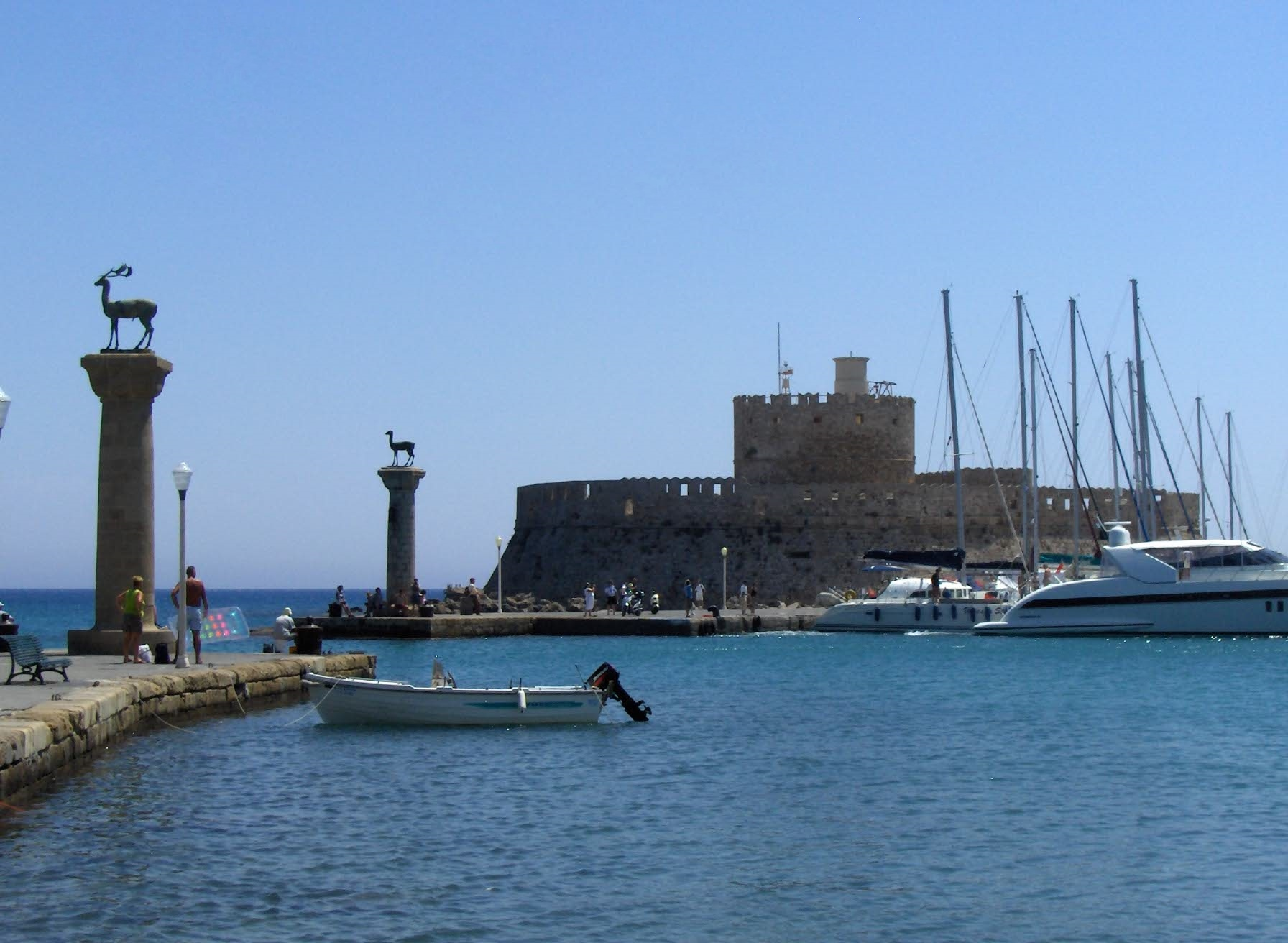
O porto de Mandraki e o forte São Nicolau

As negociações começaram em 1486, em Roma entre os representantes de Pierre d'Aubusson, o vice-chanceler da Ordem, Guillaume Caoursin, e o Papa Inocêncio VIII. Em troca do título de cardeal e legado papal na Ásia conferido a Pierre d'Aubusson, da entrega dos bens de duas ordens militares religiosas recentemente dissolvidas, e a promessa do Papa de não intervir em nomeações para as dignidades da Ordem dos Hospitalários, Cem, foi entregue a Inocêncio VIII. Ele deixou a torre de Bourganeuf em 10 de novembro de 1488 e chegou a Roma em 13 de março de 1489, onde fixou "residência" no Castelo de Santo Ângelo. Bajazeto a seguir propôs ao Papa Alexandre VI que "livrasse Cem das angústias deste mundo" mediante o pagamento da soma colossal de 300 000 ducados, mas o Papa não deu qualquer resposta a esta "pedido".
Em 1494 o rei da França, Carlos VIII, invadiu a Itália, e fez Cem acreditar que participaria de uma "cruzada" hipotética contra o sultão na Grécia. Cem morreu em Cápua em 1495 em condições não muito bem explicadas (a hipótese de envenenamento, porém, não é aceita).
Em 1481, Pierre d'Aubusson empreendeu uma reforma dos estatutos da Ordem obtendo com isso a recuperação de suas finanças, o que lhe permitiu prosseguir nos trabalhos de fortificação de Rodes e do Dodecaneso. Para combater a expansão do Império Otomano, manteve pressionados, mas em vão, os governantes ocidentais para organizarem uma "cruzada". Ele mesmo iria liderar uma expedição audaciosa em conjunto com o almirante veneziano Loredano em 1501. Sua tentativa fracassou devido à falta de apoio, a deserção de franceses, espanhóis e genoveses.

Pierre d'Aubusson morreu em Rodes em 3 de julho de 1503. Foi sepultado na igreja de São João. Seu mausoléu foi destruído em um tempo indeterminado após a captura de Rodes pelos turcos em 1523.